# Mučenice iz Nowogródeka
Blažene mučenice iz Nowogródeka poljske su rimokatoličke časne sestre, članice redovničke zajednice „Svete obitelji iz Nazareta”, koje je u Nowogródeku u Bjelorusiji u kolovozu 1943. likvidirao Gestapo. Katolička Crkva ih štuje kao blažene.
Godine 1929. časne sestre došle su u Nowogródek na zahtjev biskupa Zygmunta Łozińskog. U to je vrijeme Nowogródek bio dio Druge Poljske Republike. Godine 1939. grad koji se nalazi u zapadnoj Bjelorusiji postao je dio Sovjetskog Saveza i uključen je u sastav Bjeloruske SSR. Godine 1941. grad su okupirali nacisti u sklopu operacije Barbarossa. Unatoč okupaciji, časne sestre nisu prestale biti aktivne u vjerskim događanjima.
Nacistički teror u Nowogródeku započeo je 1942. godine progonom židovskog stanovništva u sklopu operacije Reinhard. U to vrijeme, Židovi su činili polovicu ukupnog gradskog stanovništva od 20,000 stanovnika. Nacisti su ubili oko 9,500 Židova, a ostalih oko 550 poslali u koncentracijski logor. Nakon toga uslijedio je porast uhićenja i ubojstvo ostalih 60 stanovnika, uključujući dva katolička svećenika. Ova situacija se ponovila 18. srpnja 1943. godine, kada je uhićeno i pogubljeno više od 120 ljudi.
Žene u gradu obratile su se časnim sestrama da mole za oslobođenje zatvorenika. Nakon rasprave o tome, časne sestre jednoglasno su izrazile želju da zatvorenicima ponude svoje živote za njihove. Predstojnica zajednice, majka Maria Stella, prenijela je odluku časnih sestara svećeniku Zienkiewiczu i rekla: “Bože moj, ako je potrebno žrtvovati život, primi to od nas i poštedit ćemo one koji imaju obitelji”. Planovi su tada promijenjeni i zatvorenici su deportirani u radne logore u Njemačkoj. Neki od njih su čak i pušteni.
Dana, 31. srpnja 1943. lokalni Gestapo upao je u samostan časnih sestara, a sljedećeg jutra časne sestre su ukrcane u kombi i odvezene iz grada. Pogubljene su u šumi, oko 4,5 km izvan grada, nakon čega su pokopane u zajedničkoj grobnici. Danas se njihovi ostaci nalaze u crkvi Preobraženja Gospodnjeg, u župi poznatoj kao Biała Fara (Bijeli župni dvor).
Proglasio ih je blaženima papa Ivan Pavao II. u Vatikanu 5. ožujka 2000. godine.